# Zahirea (Lukî), Sambir
Zahirea (în ucraineană Загір'я) este un sat în comuna Lukî din raionul Sambir, regiunea Liov, Ucraina.

## Demografie
Componența lingvistică a localității Zahirea
     Ucraineană (100%)
Conform recensământului din 2001, toată populația localității Zahirea era vorbitoare de ucraineană (100%).